# Hundsmühler Straßenbrücke

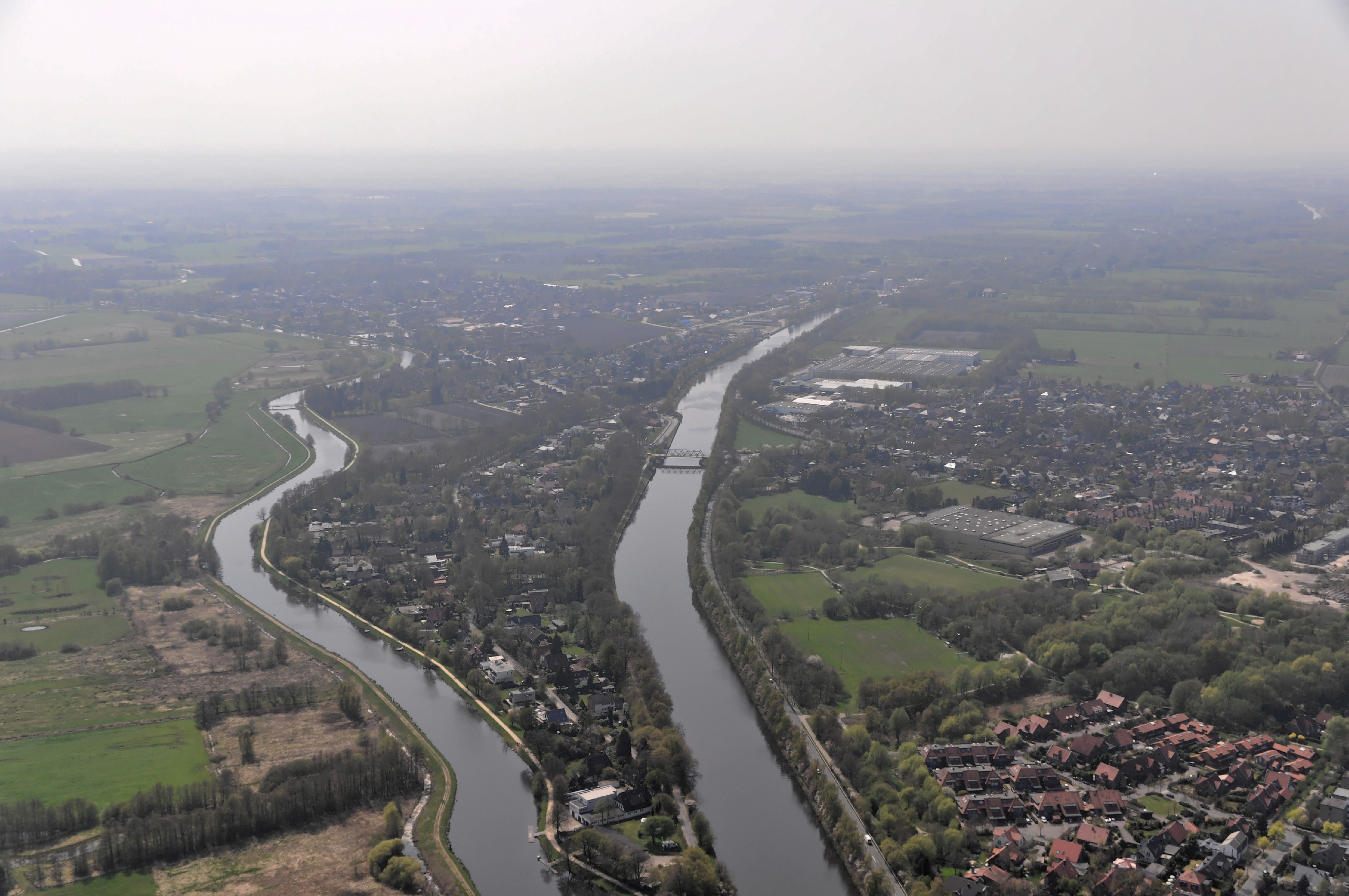
Hundsmühler Straßenbrücke in der Mitte des Fotos. Sie quert den Küstenkanal im Westen von Oldenburg, links die südlich verlaufende Hunte

Die Hundsmühler Straßenbrücke ist eine stählerne Fachwerkbrücke über den Küstenkanal in Oldenburg. Sie verbindet den Oldenburger Ortsteil Eversten und die Ortschaft Hundsmühlen in der Gemeinde Wardenburg. Der Bau der Brücke wurde durch den Ausbau des Küstenkanals in den 1920er Jahren notwendig. Die Brücke wurde 1924 fertiggestellt, hat eine Stützweite von 41,5 Metern und beim Bau ein Gewicht von 108 Tonnen. Die Durchfahrtshöhe beträgt 4,90 Meter.
Die Brücke überquert den Küstenkanal zwischen Ortseingang Hundsmühlen und der Hundsmühler Höhe. Auf dieser Seite ist daher keine Rampe notwendig, während auf der Hundsmühler Seite eine Rampe parallel zum Kanal erbaut wurde.
Die Brücke überquert den Kanal von Nordwest nach Südost. Obwohl sie Eversten und Hundsmühlen verbindet befindet sie sich noch auf der Grenze der Ortsteile Eversten und Kreyenbrück und damit komplett auf Oldenburger Stadtgebiet.

## Geschichte
Die Brücke wurde 1923–1924 erbaut, da die ursprüngliche Hundsmühler Chaussee durch den Küstenkanal unterbrochen wurde. Das erklärt auch die geschwungene Auffahrt. Am 29. März 2007 kam es zu einer Havarie, als das Fahrgastschiff Hanseat die Brücke rammte. Dies führte zu keiner Beschädigung der Brücke, lediglich das Steuerhaus des Schiffes wurde zerstört.